# آمنحتپ معروف به حوی

آمنحتپ معروف به حوی (انگلیسی: Amenhotep called Huy) نایب السلطنهٔ پادشاهی کوش در دوران زمامداری توت‌عنخ‌آمون بود.
او جانشین «تحوتمس» بود و بعدها فرزندش «پاسر یکم» جای او را گرفت. یکی از القاب او «پیام‌رسان پادشاه به تمامی سرزمین‌ها» بود.